# 王稷 (宋朝)
王稷（?—?），宋朝政治人物。
天圣二年（1024年）进士，官太常博士。歷官奉议郎都官员外郎。熙宁七年（1074年）知汀州。工於詩。有〈大涤洞天留题〉詩：“山深九锁路逶迤，坡仙骨朽名不磨。”。